# Andøybroen
Andøybroen er en spændbetonbro (buebro), som ligger i Andøy kommune i Nordland fylke i Norge. Den går over Risøysundet mellem Risøyhavn på Andøya og Hinnøya. Den er del af riksvei 82. Broen er har en totalængde på 750 meter, en gennemsejlingshøjde på 30 meter og et hovedspænd på 110 meter. Broen har 21 spænd.
Andøybroen  blev åbnet den 5. september 1974, og er en af Vesterålsbroerne. Disse blev opført i 1970'erne som en del af et interkommunalt samarbejde mellem de berørte kommuner i Vesterålen og Statens vegvesen, og gav kommunerne færgefri vejforbindelse. Vesterålsbroerne blev i det væsentligste finansieret med bompenge. 
Andøybroen og de øvrige Vesterålsbroer blev projekteret af firmaet Aas-Jakobsen AS, Oslo.
De øvrige Vesterålsbroer er Sortlandsbroen, Hadselbroen og den noget mindre Kvalsaukan bro. Sammen med Tjeldsundbroen ved Harstad, knytter disse Vesterålen til fastlandet.